# The Rise of the Phoenix
The Rise of the Phoenix är det sjunde studioalbumet av den amerikanska sångaren och låtskrivaren Chanté Moore, utgivet den 29 september 2017. Albumet nådde plats 24 på albumlistan R&B Album Sales utgiven av Billboard. Albumet innehöll "Real One", hennes första topp-tio hit på amerikanska R&B-listan på 17 år.

## Komposition och teman
"Real One" är en R&B-låt i medelsnabbt tempo med 127 taktslag per minut. Låten är skriven i A-moll och har en total speltid på tre minuter och trettiotvå sekunder (3:32). Om låtens skapande sa Moore: "Vi träffades tillsammans med Felly the Voice och började skriva om kärlek och livet och relationer och 'Real One' resonerade verkligen med mig och med mitt liv. Vi hade trevligt när vi skapade den och [låten] 'Something to Remember'. Hela albumet är väldigt personligt för mig men samtidigt väldigt nytt och fräscht." Låttexten i "Real One" firar kärlek och att Moore hittat en partner. Hon sjunger: "I done messed around and found a real one/ He be goin’ hard givin’ real love" (ungefärligt översatt: "jag har äntligen hittat den rätta/ han som ger mig äkta kärlek").

## Lansering och marknadsföring
Moore postade "Real One" och dess singelomslag på sin Youtube-kanal den 3 februari 2017. I Juni samma år meddelade Moore att låten var den första singeln att ges ut från hennes kommande sjunde studioalbum. Hon kommenterade: "Fenixen är en mäktig mytologisk symbol för förnyelse. Den lever ett långt liv, brinner till aska och pånyttföds mera vacker och starkare än någonsin. Jag relaterar till det." För att marknadsföra "Real One" begav sig Moore ut på en nationell turne och besökte bland annat städer som Cincinnati, Birmingham, Atlanta, Orlando, Miami, Kansas City, Philadelphia, Oakland, Los Angeles, New York och New Orleans. Hon uppträdde även vid Essence Music Festival. Webbsidan Soul Tracks var mestadels negativ till "Real One" och anklagade Moore för att försöka "jaga trender". Recensenten skrev: "Första singeln 'Real One' indikerar att hon försöker sikta mot en mycket yngre målgrupp den här gången istället för hennes riktiga fans. Hiphop-takter och pinsamt obekväma slanguttryck (exempelvis användningen av n-ordet) kan bli en besvikelse för äkta Chante-beundrare." Webbplatsen The Black Media var positiva i deras recension av låten och ansåg att den hade potential att bli en hit för Moore. Recensenten fortsatte: "Den ger oss en gammaldags känsla men på ett nytt sätt. Som 50-åring är Chanté’s kropp, ungdomlighet och sångröst omätbar." "Real One" blev en hit och Moores första singelutgivning att nå topp-tio på den amerikanska R&B-listan Adult R&B Songs på 16 år ("Bitter" nådde tiondeplatsen i mars år 2001).

### Visuella teman

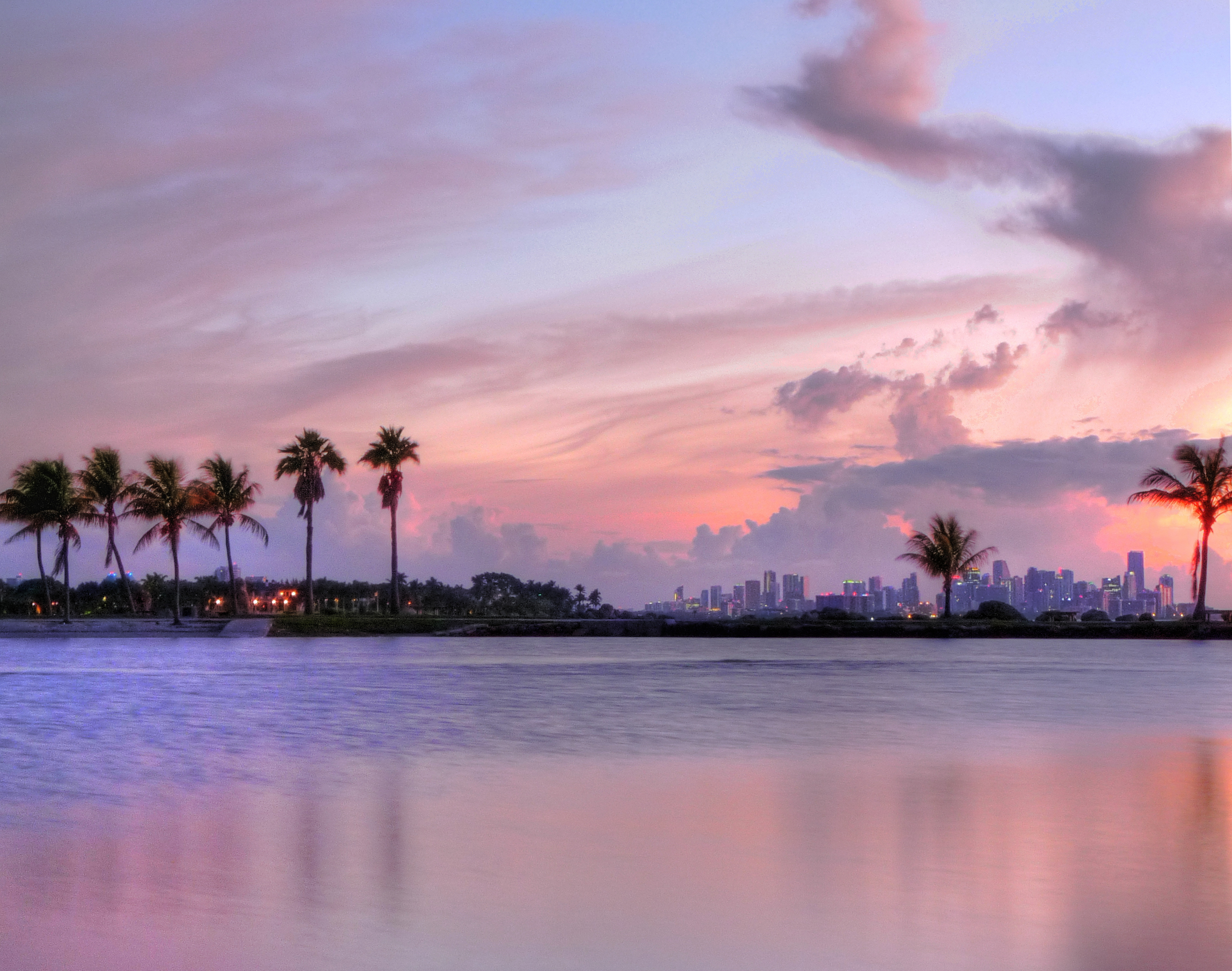
Musikvideon till låten filmades i Miami, Florida.

Musikvideon för "Real One" hade premiär i USA den 20 mars 2017. Videon regisserades av Greg "Gvisuals" Williams och filmades i Miami, Florida. I videon syns Moore som kopplar av och leker med sin partner (spelad av Tobias Truvillion) på en semesterresa till en tropisk strandresort. Webbplatsen Soul Bounce noterade att Moore visade upp ett antal outfits i videon, däribland klänningar och åtsittande jeans. Recensenten kommenterade: "Hon får helt klart 50 att se väldigt smickrande ut och ger något till alla yngre att se fram emot." Recensenten fortsatte: "Det var rätt uppenbart att Chanté har hittat en man men nu visar hon även upp sin hunkiga älskare i den nya fräscha musikvideon. Vi ser honom utan tröja, omfamna henne på väldigt intima sätt. Han är såklart ögongodiset som ska generera uppmärksamhet men Chanté låter oss inte glömma att det är hon som är stjärnan". Radiostationen Smooth R&B 105.7 ansåg att Moore såg "bättre ut än någonsin" i videon.

## Låtlista
| 1.           | "Welcome to the Journey" (Intro)    | Chanté Moore Ronnie Jackson Kaitlyn Williams                           | Lil' Ronnie      | 1:09  |
| 2.           | "Chasin'"                           | Moore Jackson Rafael D. Ishman Williams Philip Lynah, Jr. Ursula Yancy | Lil' Ronnie      | 3:36  |
| 3.           | "On His Mind"                       | Moore Jackson Ishman Williams Lynah                                    | Lil' Ronnie      | 3:38  |
| 4.           | "I'd Be a Fool"                     | Moore Nehemiah Freeman Sherad Allen Nathan Anderson                    | Blu Is Free      | 3:53  |
| 5.           | "Pray"                              | Moore Jackson Ishman Williams Lynah                                    | Lil' Ronnie      | 3:17  |
| 6.           | "Real One"                          | Moore Jackson Ishman Williams Lynah Yancy                              | Lil' Ronnie      | 3:31  |
| 7.           | "SuperLover"                        | Moore Kwamé Holland Ishman                                             | Kwamé            | 5:11  |
| 8.           | "The Journey" (Interlude)           | Moore Jackson Eric Dawkins                                             | Lil' Ronnie      | 0:44  |
| 9.           | "Saving Grace"                      | Moore Lundon Adkins Jackson                                            | LA Trax          | 3:33  |
| 10.          | "Breathe"                           | Moore Kenneth Jones Yancy                                              | Mo Skillz        | 3:05  |
| 11.          | "I Know"                            | Moore Jackson Dawkins Philip Cornish                                   | Lil' Ronnie      | 3:04  |
| 12.          | "Offa-U"                            | Moore James Elbert Phillips Craig Love Candance Wakefield              | L Roc Craig Love | 3:37  |
| 13.          | "Something to Remember"             | Moore Jackson Ishman Williams Lynah                                    | Lil' Ronnie      | 3:38  |
| 14.          | "We Up"                             | Moore Nate Jolley Noble Jolley Nicholas Wells Jackson Lynah            | Nate Jolley      | 2:53  |
| 15.          | "Pressure"                          | Moore Ronie Jackson Ishman Williams Lynah Yancy Cornish                | Lil' Ronnie      | 3:19  |
| 16.          | "Back to Life"                      | Moore Jackson Ishman Williams Lynah                                    | Lil' Ronnie      | 4:35  |
| 17.          | "Thank You for the Journey" (Outro) | Moore Jackson Dawkins                                                  | Lil' Ronnie      | 0:56  |
| Total längd: | Total längd:                        | Total längd:                                                           | Total längd:     | 50:19 |

## Topplistor

### Veckolistor
| Lista (2017)                    | Högsta position |
| ------------------------------- | --------------- |
| USA R&B Album Sales (Billboard) | 24              |